# Cantó de Saintes-Oest
El cantó de Saintes-Oest és un cantó francès del departament del Charente Marítim, al districte de Saintes. Té 8 municipis i part del de Saintes.

## Municipis
- Chermignac
- Écurat
- Nieul-lès-Saintes
- Pessines
- Préguillac
- Saint-Georges-des-Coteaux
- Saintes
- Thénac
- Varzay

| Data d'elecció                           | Identitat                | Partit      | Qualitat |
| ---------------------------------------- | ------------------------ | ----------- | -------- |
| 197.-1985                                | M.Vanneaud               | PS          |          |
| 1985-1998                                | Alain Bougeret           | UDF-radical |          |
| 1998-                                    | Isabelle Pichard-Chauché | PS          |          |
| les dades anteriors no són pas conegudes |                          |             |          |
|                                          |                          |             |          |

## Demografia
| A partir de 1990: Població sense dobles comptes |